# Шарру, Робер
Робе́р Грюго́ (фр. Robert Grugeau), писавший под псевдонимом Шарру́ (Robert Charroux; 1909—1978) — французский журналист, писатель и публицист, продюсер телепрограммы «Le Club de l’Insolite» («Клуб необычного» на канале RTF). Автор книг в жанре эссе на темы палеоконтакта, теории катастроф и мистических явлений. Основатель и первый президент «Международного клуба искателей сокровищ» (1948—1958). Один из популяризаторов теории древних космонавтов; его книга 1968 года вдохновила швейцарца Эриха фон Дэникена, а книга 1965 года — бельгийца Эрже (комиксы о Тинтине); книга «Сокровища мира — зарытые, замурованные, затонувшие» послужила для Пьера Плантара первоисточником для создания мистификации о Приорате Сиона. Был сторонником теории заговора.

## Биография
Робер Грюго родился 7 апреля 1909 года в Паиру (департамент Вьенна) в почтовом отделении, которым заведовал его отец. После учёбы в коллеже коммуны Сиврэ, он служит почтовым чиновником, занимается подводным плаванием (с 1930) и начинает журналистскую деятельность (с 1937).
Под первым псевдонимом «Сен-Савьоль» (Saint-Saviol, название одной коммуны его департамента) он публикует в период с 1942 по 1946 годы восемь художественных произведений, квалифицированных как «пищевые романы», то есть ради заработка на еду. Пишет сценарии, в частности научно-фантастические, и в 1948 году создаёт футуристический персонаж Атомаса (Atomas), приключения которого обыгрывает в своих сценариях.
В 1942 году публикует свой первый рассказ под новым псевдонимом «Шарру» (по названию другой коммуны родного департамента), который станет его постоянным псевдонимом с 1962 года; и в 1943 году увольняется с почтовой службы. Получает назначение от службы национальных музеев в хранилище коммуны Лавут (Верхняя Луара), где занимается эвакуацией коллекций. В октябре 1944 года руководство национальных музеев назначило его начальником временного хранилища в замок де Вертёй (Шаранта) на один год, — до возвращения коллекции в родное место.
После войны работает в Париже в качестве независимого журналиста и сотрудничает с «Destin», «Ici Paris», «Tout savoir», «Noir et blanc», «Miroir de l’Histoire». В 1947 году становится фоторепортёром. В следующем году спасает от разрушения в коммуне Шарру постройку XVI века, которая, с его подачи, становится национальным историческим памятником.
При поддержке жены, Иветты, в 1948 году основывает «Международный клуб искателей сокровищ» (Club international des chercheurs de trésors), председателем которого он остаётся более десяти лет. Итогом деятельности стала его книга «Сокровища мира» (Trésors du monde; 1962) о более двухсот пятидесяти сокровищах, принесшая ему первый успех .
Увлёкшись первобытной историей, он обустраивает в 1961 году пещеру возле Шарру и основывает местный археологический клуб для молодежи. В 1962 году адресует ЮНЕСКО, президенту Франции и Музею человека свой манифест, осуждающией отсутствие интереса научного сообщества к первобытному наследию.
Его путешествия по странам древних цивилизаций вдохновляют его на новые сценарии. Также он публикует в издательстве Робера Лаффона восемь эссе (1963—1977), создав тем самым теорию древних астронавтов. Переводы трудов на английский, испанский и итальянский языки приносят ему международную известность среди «археологов-самоучек». Тираж его первых семи эссе «фантастической археологии» достиг 775 000 экземпляров.
В апреле 1973 года в Перу он впервые увидел камни Ики, в подлинности которых он не сомневался. Свои исследовательские поездки он финансировал сам.
Умер по возвращении в Шарру из последнего путешествия 24 июня 1978 года. Похоронен на кладбище Шарру под огромным менгиром.

## Идеи
В книге «Le Livre des mondes oubliés» (1971) утверждал, что развитием человечества управляют оккультные силы, что причиной студенческих волнений 1968 года были не столько социальный протест, сколько изменение земного магнитного поля и повышение солнечной активности. Обвинял евреев в расизме и эгоизме и предсказывал скорый закат иудеохристианской цивилизации. Однако не настаивал на своей точке зрения, которую называл «игрой ума».

### О палеоконтактах
Шарру ссылался на андское предание, хранящее память о том, как инопланетянка-гуманоид Орехана прибыла с Венеры на Землю на «сиявшем ярче солнца» космическом корабле. У неё был продолговатый череп и четырёхпалые руки с перепонками. Именно эта «венерианка», если судить по преданиям индейцев Перу и Колумбии, и была великой просветительницей Андов.

### Откровения «неведомых Старших»
Откровения «неведомых Старших» переданы Робером Шарру в «Книге раскрытых тайн» (1965).

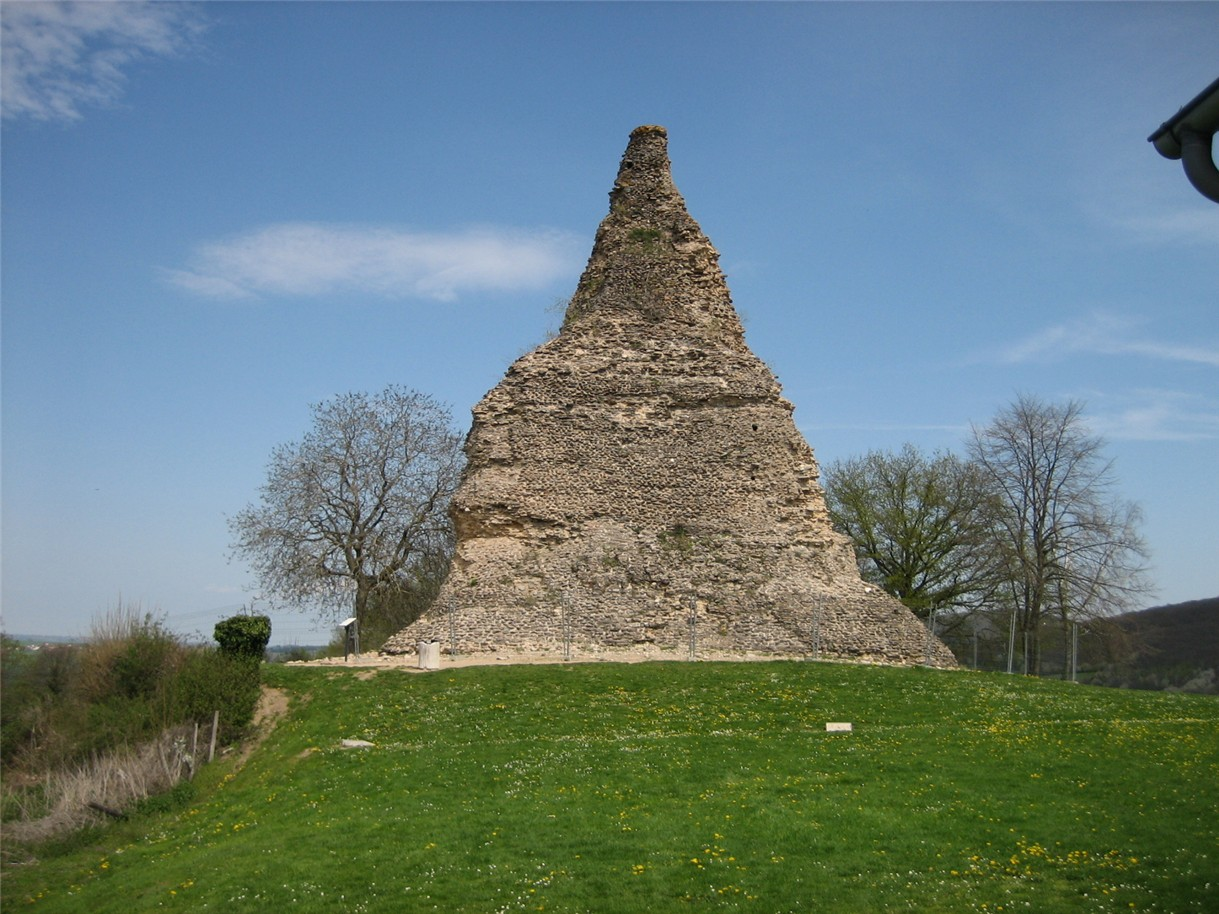
Пирамида Куара в бургундском городе Отён, Франция

«Кельты — это и есть древние атланты… Кельты направились в Западную Европу, ища, но не находя от Исландии до Дакара затонувший материк своих предков, — Атлантиду… Вот почему мегалиты (дольмены, менгиры) кельтов располагаются от крайнего севера Европы до Сенегала». «Традиционные источники позволяют приписать людям белой расы внеземное происхождение и показывают, что первый перелёт, следы которого у нас сохранились, произошёл по трассе Сириус — Земля». «Для этого события мы осторожно предлагаем две даты, 13 000 лет назад, или цивилизацию атлантов (белых кельтов), и 10 000 лет назад, то есть после Всемирного потопа».
«Второе вмешательство, подтвержденное многочисленными документами, произошло со стороны венерианцев примерно 5000 лет назад… Долгое время астрономы думали, что Венера принадлежит Солнечной системе уже миллиарды лет… С помощью наших документов нам удалось заставить Парижскую обсерваторию признать, что вопрос о Венере заслуживает пересмотра… И мы знаем, что некоторые астрономы, следуя истине, которая вскоре утвердится, вполне допускают вторжение Венеры-кометы в Солнечную систему 5000 лет назад».
«…Пирамида Куара и, несомненно, другие кельтские сооружения, не исключая пирамид Египта и Мексики, могли быть маяками, усеивающими поверхность Земли для космических путешественников. Может быть даже, что они были установками для исследования космических аппаратов, принцип движения которых нам сейчас пока неизвестен».
«Подлинный посвящённый, Магистр Углов, доказал, что древнейшие курганы Галлии были пирамидами, построенными из бетона! Эта гипотеза на первый взгляд показалась нам невероятной и недопустимой, но после размышлений и строгого анализа обоснованность доказательств заставила нас изменить своё мнение».

### О теории заговора
Из «Книги раскрытых тайн» (1965):
 «Словом, всё происходит так, словно вот уже три тысячи лет действует заговор молчания, заговор против истории, с целью скрыть истину, опасную для наших институций и нашей религии». «В этом видна явная однобокость, заговор молчания…». «Кого пугает правда?»

## Издания
- 1935 — «Книга, которая убивает…» / Le Livre qui tue… Париж, S.A.G.E. , 1935, 32 с.[19]
- 1946 — «Танец. Анна Гардон» / La Danse. Anne Gardon (1946)
- 1948 — переводит «Тайну Дамы в белом» / «Le Mystère de la Dame Blanche»
- 1962 — «Сокровища мира — зарытые, замурованные, затонувшие» / Trésors du monde, enterrés, emmurés, engloutis. П., Fayard (Mayenne, impr. Floch), 1962; П., J’ai lu , 1968; П., Éd. du Trésor, impr. 2013; нов. изд. 2019.
- Книги в изд-ве «Éditions Robert Laffont» (1963—1977)
  - 1963 — «Неизвестная история человечества за 100 000 лет» / Histoire inconnue des hommes depuis cent mille ans. П., R. Laffont (impr. Oberthur) , 1963; П., France loisirs , 1979; П., Éditions J’ai lu , 1979; П., France loisirs , 1995; Курбевуа, A. Moryason, 2010.
  - 1965 — «Книга раскрытых тайн» / Le Livre des secrets trahis. П., R. Laffont , 1965; П., Éditions J’ai lu , 1980; П., France loisirs , 1980; Édition : Courbevoie : A. Moryason , 2010.
  - 1967 — «Книга повелителей мира» / Le Livre des maîtres du monde. П., R. Laffont , 1967; П., Éditions J’ai lu , 1980; Édition : Courbevoie : A. Moryason , 2010.
  - 1969 — «Книга таинственного незнакомца» / Le Livre du mystérieux inconnu. П., R. Laffont , 1969; П., Éditions J’ai lu , 1981; Édition : Courbevoie : A. Moryason , 2010.
  - 1971 — «Книга о забытых мирах» / Le Livre des mondes oubliés. П., R. Laffont , 1971; П., Éditions J’ai lu , 1981; Édition : Courbevoie : A. Moryason , 2010.
  - 1972 — «Сокровища мира, сокровища Франции, сокровища Парижа — зарытые, замурованные, затонувшие» / Trésors du monde, trésors de France, trésors de Paris, enterrés, emmurés, engloutis. П., Fayard , 1972; Édition : Courbevoie : A. Moryason , 2010.
  - 1973 — «Книга о таинственном прошлом» / Le Livre du passé mystérieux. П., R. Laffont, 1973; П., Éditions J’ai lu, 1983; Édition : Courbevoie : A. Moryason , 2010.
  - 1974 — «Загадка Анд, следы Наски, библиотека атлантов» / L' Énigme des Andes, les pistes de Nazca, la bibliothèque des Atlantes. П., R. Laffont, 1974; П., Éditions J’ai lu, 1983
  - 1977 — «Архивы других миров» / Archives des autres mondes. П., R. Laffont , 1977

Посмертно:
- 1985 — «Книга его книг» / Le Livre de ses livres. Paris : R. Laffont , 1985[20]

### Русские переводы
- 1992 — Погибшие миры. Научные секреты древних. М.: Общество по изучению тайн и загадок Земли, 1992. Перевод с англ. Р. Фурдуй (в оригинале «Le Livre des mondes oubliés», 1971)
- 1998 — «Сокровища мира — зарытые, замурованные, затонувшие» (Крон-Пресс, 1998; пер. с франц. Н. Зубкова)